# Título nobiliárquico
Um título nobiliárquico ou título de nobreza é privilégio legal concedido desde a Antiguidade a pessoas que assim passavam a fazer parte da nobreza. Tais títulos foram criados com o intuito de estabelecer uma relação de vassalagem entre o titular e o monarca, sendo alguns deles hereditários. 
Depois do século XV foram usados como forma de agraciar membros da nobreza por um conjunto de atos prestados à casa real, ao monarca ou ao país, sem que lhe estivesse associada qualquer função pública, jurisdição ou soberania sobre um território. 
A partir do início do século XX, tem-se fim na maioria dos países (mesmo nas monarquias) a relação de governança e autoridade dos titulares e demais membros da nobreza perante toda a população.

## Hierarquia
A relação de hierarquia dos títulos é muito diversa. Na maioria das monarquias tradicionais atuais e antigas (Espanha, Portugal, França, Reino Unido, Bélgica, Dinamarca, Suécia, Noruega, etc.), segue-se esta relação de hierarquia:
- Imperador (augusto, césar, cáiser, tsar) Csar
- Rei
- Regente
- Príncipe imperial
- Príncipe real
- Grão-príncipe
- Príncipe
- Infante
- Arquiduque
- Grão-duque
- Duque
- Conde-duque (título espanhol atribuído aos condes de Olivares e aos duques de Sanlúcar la Mayor)
- Marquês
- Conde
- Conde-barão (título português século XIX, atribuído aos condes e barões de Alvito)
- Visconde
- Barão
- Baronete
- Cavaleiro
- Escudeiro

## Imperador
- Imperador ou Imperatriz (tratamento de Sua/Vossa Majestade Imperial): usado em todos os impérios para definir o monarca. Exemplos: Imperador do Brasil e Imperador do Japão.
- O título de imperador era, originalmente, um título militar.[1]

## Rei
- Rei ou Rainha (tratamento de Sua/Vossa Majestade): usado em todos os reinos para definir o monarca. Exemplo: Rainha da Inglaterra e Rei de Portugal.

## Príncipes e princesas

Coroa de Príncipe Imperial do Brasil.

- Grão-príncipe ou grã-princesa (tratamento de Sua/Vossa Alteza Real): Usado na Rússia. Ex.: Grão-príncipe da Rússia.
- Príncipe Imperial' ou princesa Imperial (tratamento de Sua/Vossa Alteza Imperial e Real): usado na Alemanha, Áustria, Sacro Império Romano-Germânico, Brasil, entre outros. Ex.: Príncipe Imperial do Brasil.
- Príncipe real ou princesa real (tratamento de Sua/Vossa Alteza Real): em Inglaterra, usado para distinguir o primeiro filho(a) do(a) monarca inglês. Ex.: Princesa real da Grã-Bretanha.
- Príncipe ou princesa (tratamento de Sua/Vossa Alteza Real, quando Príncipe Monarca utiliza-se Sua/Vossa Alteza Sereníssima): usado em todos os estados reais com modelo europeu. Ex.: Príncipe do Liechtenstein.
- Infante (tratamento de Sua/Vossa Alteza Real): usado na Espanha, Portugal, França e Inglaterra para denominar os filhos do rei que estão mais afastados na sucessão do trono. Ex.: Infante da Espanha.
- Delfim (tratamento Sua/Vossa Alteza Real): usado na França para o primogénito do rei.

## Duques

Coroa de detentor da nobiliarquia ducal no Brasil imperial.

- Arquiduque ou arquiduquesa (tratamento de Sua/Vossa Alteza Imperial): usado na Alemanha, Áustria e Rússia. Ex.: Arquiduquesa da Áustria.
- Grão-duque ou grã-duquesa (tratamento de Sua/Vossa Alteza Real, quando grão-duque Monarca utiliza-se o tratamento de Sua/Vossa Alteza Sereníssima): usado na Rússia, Alemanha, Áustria e Sacro Império Romano-Germânico. Ex.: grão-duque de Luxemburgo.
- Duque ou duquesa (tratamento de Sua/Vossa Alteza, se membro da família real; se não utiliza-se o tratamento de Sua/Vossa Excelência/Graça): usado em todas as monarquias com modelos europeus. Ex.: Duque de Vigo.

## Marqueses

Coroa de marquês na Nobreza Portuguesa.

- Marquês ou marquesa (tratamento de Sua/Vossa Graça/Excelência): usado em todas as monarquias com modelos europeus. Na Espanha há a distinção também, entre os marqueses, com o título Grande de Espanha (tratamento de Sua/Vossa Alteza). Ex.: Marquês de Alegrete.

## Condes
- Conde ou condessa (tratamento de Sua/Vossa Graça/Excelência): usado em todas as monarquias com modelos europeus. Na Espanha há a distinção também, entre Condes e Condes, com o título Grandeza de Espanha (tratamento de Sua/Vossa Alteza). Ex.: Conde da Flandres.
- Conde-Barão (tratamento de Sua/Vossa Graça/Senhoria): título excepcional, criado em Portugal no século XIX para o Conde-Barão de Alvito.
- Visconde ou viscondessa (tratamento de Sua/Vossa Graça, na Espanha Sua/Vossa Excelência): usado em todas as monarquias com modelos europeus, exceto no Reino Unido, em que é usado como tratamento aos filhos dos condes, por causa da origem (vice-conde). Na Espanha há a distinção também, entre viscondes e viscondes, com "Grandeza de Espanha".

## Barões

Coroa de barão na nobiliarquia do Brasil durante o período imperial.

- Barão ou baronesa (tratamento de Sua/Vossa Graça/Senhoria): usado em todas as monarquias com modelos europeus. Na Espanha há a distinção entre os barões com "Grandeza de Espanha" (tratamento de Sua/Vossa Alteza). Ex.: Barão de Richtoffen.
- Baronete ou baronetesa (tratamento de Sua/Vossa Senhoria): usado para o filho de um Barão. Usado apenas no Reino Unido. Não possui predicado, e é simplificado por sir.

## Senhor
Senhor ou Senhora (tratamento de Sua/Vossa Graça/Senhoria): usado principalmente na França, Espanha, Hungria, Áustria, Alemanha e em alguns países eslavos. Tal título era atribuído, sob o feudalismo, ao detentor de um senhorio. Em inglês, o título nobiliárquico de senhor é traduzido como lord, e o senhorio é traduzido como lordship. Ex.: Catherine Bau, senhora de Gossencourt (século XVI).
Em Portugal, o uso do título de Senhor era também comum. Um exemplo é o do célebre Rui Gomes da Silva (valido de Filipe II de Espanha), filho de D. Francisco da Silva e de D. Maria de Noronha, senhores de Ulme e da Chamusca.

## Cavaleiro
- Cavaleiro é um título nobiliárquico em várias monarquias europeias.

## Nobiliarquia alemã
No Sacro Império Romano-Germânico e territórios que estiveram sob a sua jurisdição e que formaram-se em estados nacionais, no futuro (Império Austro-Húngaro, Império Alemão), utilizavam a seguinte relação de autoridade:
- Imperador [Kaiser]
- Rei [König]
- Regente
- Arquiduque [Erzherzog] (primeiramente utilizado no Sacro Império Romano-Germânico e depois utilizado para titular os herdeiros do trono austríaco)
- Grão-duque [Großherzog]
- Duque [Herzog]
- Grão-príncipe [Großfürst]
- Príncipe-eleitor [Kurfürst]
- Príncipe (monarca) [Fürst]
- Margrave [Markgraf] correspondente a Marquês
- Landegrave [Landgraf] correspondente a Conde
- Burgrave [Burggraf]
- Rhinegrave [Rheingraf]
- Vildgrave [Wildgraf]
- Raugrave [Raugraf]
- Conde [Graf]
- Barão [Freiherr, Baron]
- Senhor [Herr, Junker]
- Cavaleiro [Reichsritter, Edler]

Para cada título existiam formas diferentes de tratar o herdeiro. Por exemplo, os filhos dos imperadores eram chamados necessariamente de príncipes (Prinz). Porém, os imperadores da Áustria, em referência ao seu passado como arquiduques, intitulavam os seus filhos por arquiduques (Erzherzog). Alguns filhos de reis eram chamados de príncipes (Prinz), como no Reino da Prússia. Outros eram denominados duques, como em Württemberg e na Baviera.
Os filhos de grão-duques poderiam ser intitulados por Erbgroßherzog (algo como grão-duque-herdeiro), erbprinz, ou simplesmente prinz. Os filhos dos príncipes (monarcas), os Fürst, eram chamados de erbprinz ou prinz. Filhos de margraves, landegraves, burgraves, vildgraves e raugraves poderiam ser chamados de condes (Graf) ou Erb-+ o título (por ex.: Erblandgraf). Os filhos dos condes eram também, necessariamente, tratados por condes, como os filhos dos barões, que eram igualmente barões.

## Outros títulos
- Bailio
- Ban
- Bei
- Boiardo
- Bourba
- Cã
- Califa
- Canasubigi
- Caucano
- César
- Cidadão original (em Veneza)
- Conde palatino
- Cnezo
- Conde Romano ou Conde Romano da Santa Sé
- Damel
- Déspota (título)‎
- Doge
- Dominus
- Eleitor do Palatinado
- Efêndi
- Emir
- Eristavi
- Estatuder
- Estratevo
- Faraó
- Fidalgo
- Filho de França
- Izurgu-bulia
- Jarl
- Junker
- Lorde
- Magnata
- Maleque
- Marajá
- Messere
- Ministerialis
- Moço de câmara
- Morgado
- Metavari
- Nababo
- Nobre rural
- Ordynat
- Papa
- Par do Reino
- Patrício
- Paxá
- Príncipe-bispo
- Rajá
- Rico-homem
- Samorim
- Sebastocrator
- Senescal
- Sir
- Sultão
- Tavadi
- Vizir
- Valvassore
- Voivoda
- Vornic
- Vice-rei
- Xeque
- Zupano